# Esenbeckia (djur)
Esenbeckia är ett släkte av tvåvingar. Esenbeckia ingår i familjen bromsar.

## Dottertaxa tillEsenbeckia, i alfabetisk ordning[1]
- Esenbeckia abata
- Esenbeckia accincta
- Esenbeckia affinis
- Esenbeckia arcuata
- Esenbeckia balteata
- Esenbeckia balzapambana
- Esenbeckia bassleri
- Esenbeckia bella
- Esenbeckia biclausa
- Esenbeckia bitriangulata
- Esenbeckia breedlovei
- Esenbeckia caustica
- Esenbeckia chagresensis
- Esenbeckia cisandeana
- Esenbeckia clari
- Esenbeckia curtipalpis
- Esenbeckia delta
- Esenbeckia deltachi
- Esenbeckia diaphana
- Esenbeckia dichroa
- Esenbeckia distinguenda
- Esenbeckia divergens
- Esenbeckia downsi
- Esenbeckia dressleri
- Esenbeckia dubia
- Esenbeckia ecuadorensis
- Esenbeckia enderleini
- Esenbeckia erebea
- Esenbeckia esenbeckii
- Esenbeckia fairchildi
- Esenbeckia farraginis
- Esenbeckia fascipennis
- Esenbeckia fenestrata
- Esenbeckia fidenodes
- Esenbeckia filipalpis
- Esenbeckia flavohirta
- Esenbeckia fuscipennis
- Esenbeckia fuscipes
- Esenbeckia geminorum
- Esenbeckia gertschi
- Esenbeckia gracilipalpis
- Esenbeckia gracilis
- Esenbeckia griseipleura
- Esenbeckia hirsutipalpis
- Esenbeckia hoguei
- Esenbeckia illota
- Esenbeckia incerta
- Esenbeckia incisuralis
- Esenbeckia infrataeniata
- Esenbeckia insignis
- Esenbeckia jalisco
- Esenbeckia keelifera
- Esenbeckia laticlava
- Esenbeckia leechi
- Esenbeckia lugubris
- Esenbeckia matogrossensis
- Esenbeckia media
- Esenbeckia mejiai
- Esenbeckia melanogaster
- Esenbeckia melanopa
- Esenbeckia mexicana
- Esenbeckia micheneri
- Esenbeckia minor
- Esenbeckia minuscula
- Esenbeckia neglecta
- Esenbeckia nigricorpus
- Esenbeckia nigriventris
- Esenbeckia nigronotata
- Esenbeckia nigrovillosa
- Esenbeckia nitens
- Esenbeckia notabilis
- Esenbeckia obscurithorax
- Esenbeckia osornoi
- Esenbeckia painteri
- Esenbeckia parishi
- Esenbeckia pavida
- Esenbeckia pechumani
- Esenbeckia perspicua
- Esenbeckia peruviana
- Esenbeckia planaltina
- Esenbeckia planiventris
- Esenbeckia potrix
- Esenbeckia prasiniventris
- Esenbeckia punctiventer
- Esenbeckia reinburgi
- Esenbeckia rostrum
- Esenbeckia saussurei
- Esenbeckia schlingeri
- Esenbeckia schusteri
- Esenbeckia scionodes
- Esenbeckia semiflava
- Esenbeckia seminuda
- Esenbeckia subguttata
- Esenbeckia subvaria
- Esenbeckia suturalis
- Esenbeckia tepicana
- Esenbeckia testaceiventris
- Esenbeckia tetragoniphora
- Esenbeckia tigrina
- Esenbeckia tinctipennis
- Esenbeckia tinkhami
- Esenbeckia translucens
- Esenbeckia triangularis
- Esenbeckia tristis
- Esenbeckia tucumana
- Esenbeckia weemsi
- Esenbeckia wiedemanni
- Esenbeckia vulpes
- Esenbeckia wygodzinskyi
- Esenbeckia xanthoskela
- Esenbeckia yepocapa